# تجزیه‌کننده کاهشی بازگشتی
تجزیه‌کننده کاهشی بازگشتی ( انگلیسی: Recursive descent parser) یک تجزیه‌کننده بالا به پایین است که درخت تجزیه را از بالا و حالت اولیه می‌سازد تا به رشته ورودی کاربر برسد. این تجزیه‌کننده به صورت بازگشتی، ورودی را تجزیه می‌کند تا درخت تجزیه را بسازد.
با ساختن درخت از بالا به پایین، احتمال وجود عقب‌گردی در مراحل وجود دارد که نقطه ضعف این روش برشمرده می‌شود ولی با نوع پیش‌بینی‌کننده آن که از رشته ورودی برای پیش‌بینی اقدام بعدی استفاده می‌کند، می‌توان عقب‌گرد را از میان برداشت.
این تجزیه‌کننده از گرامر مستقل از متن که به صورت بازگشتی پیاده‌سازی می‌شود، استفاده می‌کند.تجزیه‌کننده‌های کاهشی بازگشتی نمی‌توانند دستور زبان‌های چپ‌گرد را تجزیه کنند (چون در حلقهٔ بی‌نهایت گیر می‌کنند) و ابتدا باید این چپ‌گردی را رفع نمود.

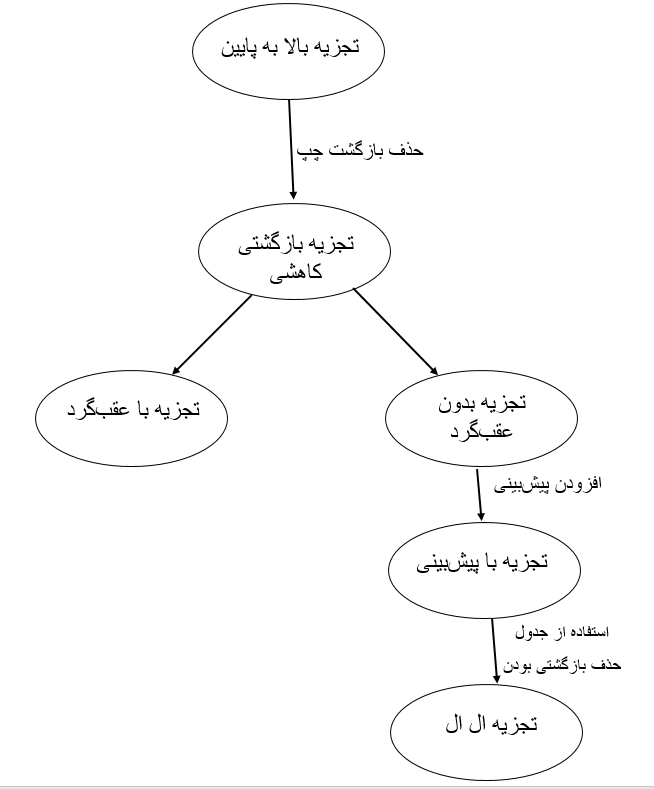
الگوریتم‌های تجزیه از بالا به پایین

## نحوه اعمال تجزیه
برای این تجزیه ابتدا برای همهٔ نمادهای ناپایانی گرامر از جمله نماد شروع، یک تابع در نظر می‌گیریم، که در واقع روند تجزیه آن را شامل می‌شود و همهٔ رشته‌هایی که از آن مشتق می‌شوند در این تابع صدق می‌کنند.
در صورتی که نماد ناپایانی N فقط یک قاعده را در گرامر داشته باشد (در سمت چپ فقط یک قاعده آمده‌باشد) تابع تجزیه آن آسان خواهد بود و به ترتیب نمادها در سمت راست آن پیش می‌رویم. اگر نماد بعدی یک نماد پایانی بود آن را نماد پیش‌رو در ورودی چک می‌کنیم اگر یکسان بود، هم در ورودی و هم در سمت راست قاعده یک نماد جلوتر می‌رویم و اگر نبود، خطا گزارش می‌دهیم. اگر نماد بعد یک نماد ناپایانی بود، تابع متناظر آن نماد ناپایانی را فراخوانی می‌کنیم به این صورت ادامه می‌دهیم تا به انتهای سمت راست قاعده می‌رسیم.
در صورتی که نماد ناپایانی N، در سمت چپ چندین قاعده بود، تابع تجزیه نیاز دارد تصمیم بگیرد از کدام قاعده استفاده کند. در صورتی که تجزیه ما پیش‌بینی‌کننده نباشد یکی از قاعده‌ها را انتخاب می‌کند و در صورت بروز خطا در اجرای این قاعده، قاعده دیگر مشتق شده از N را فراخوانی می‌کند. تا زمانی که یکی از قاعده‌ها به درستی اجرا شود.
ولی در صورتی که تجزیه‌کننده ما قابلیت پیش‌بینی‌کنندگی داشته باشد، براساس نماد پیش‌رو ورودی و مقایسه قواعد مشتق‌شده، یک قاعده را انتخاب می‌کند.

### شبه کد
```
N() {
  if (lookahead can start first rule for N) {
    match rule 1 for N
  }
  else if (lookahead can start second rule for N) {
    match rule 2 for N
  }
  ...  ...
          else if (lookahead can start n'th rule for N) {
    match rule n for N
  else {
    error();
  }
}

```

## پیاده‌سازی در جاوا
مثال ساده روبرو که گرامر ساده‌ای از عبارت‌های ریاضی با پرانتز کامل، را نشان می‌دهد. در ادامه طبق تجزیه‌کننده کاهشی بازگشتی به زبان جاوا پیاده‌سازی شده‌است.
```
<
expression
>
 
::
=
 
<
number
>
 
|

                   
"("
 
<
expression
>
 
<
operator
>
 
<
expression
>
 
")"

<
operator
>
 
::=
 
"+"
 
|
 
"-"
 
|
 
"*"
 
|
 
"/"

```

در تکه کد زیر، تابع ParseError جهت نمایش خطاهای نحوی در رشته ورودی کاربر تعریف شده‌است. 
```
private
 
static
 
class
 
ParseError
 
extends
 
Exception
 
{

   
ParseError
(
String
 
message
)
 
{

      
super
(
message
);

   
}

}

```

تکه کد زیر برای این پیاده‌سازی شده که کاراکتر بعدی در ورودی را بخواند و اگر از جمله عملیات‌های مجاز بود، آن را برگرداند در غیر این صورت خطا دهد.
```
static
 
char
 
getOperator
()
 
throws
 
ParseError
 
{

   
TextIO
.
skipBlanks
();

   
char
 
op
 
=
 
TextIO
.
peek
();

   
if
 
(
 
op
 
==
 
'+'
 
||
 
op
 
==
 
'-'
 
||
 
op
 
==
 
'*'
 
||
 
op
 
==
 
'/'
 
)
 
{

      
TextIO
.
getAnyChar
();

      
return
 
op
;

   
}

   
else
 
if
 
(
op
 
==
 
'\n'
)

      
throw
 
new
 
ParseError
(
"Missing operator at end of line."
);

   
else

      
throw
 
new
 
ParseError
(
"Missing operator.  Found \""
 
+

            
op
 
+
 
"\" instead of +, -, *, or /."
);

}

```

کد زیر برای خواندن یک عبارت ریاضی از یک خط ورودی و برگرداندن مقدار نهایی آن است. در صورت که ورودی دارای خطای نحوی باشد، خطا برمی‌گرداند.

این تابع تا زمانی اجرا می‌شود که به یک عدد نهایی منجر شود. سپس به صورت بازگشتی به توابع فراخوانی کننده‌اش، نتیجه نهایی هر عبارت در هر مرحله را برمی‌گرداند
```
private
 
static
 
double
 
expressionValue
()
 
throws
 
ParseError
 
{

   
TextIO
.
skipBlanks
();

   
if
 
(
 
Character
.
isDigit
(
TextIO
.
peek
())
 
)
 
{

      
return
 
TextIO
.
getDouble
();

   
}

   
else
 
if
 
(
 
TextIO
.
peek
()
 
==
 
'('
 
)
 
{

      
TextIO
.
getAnyChar
();

      
double
 
leftVal
 
=
 
expressionValue
();

      
char
 
op
 
=
 
getOperator
();

      
double
 
rightVal
 
=
 
expressionValue
();

      
TextIO
.
skipBlanks
();

      
if
 
(
 
TextIO
.
peek
()
 
!=
 
')'
 
)
 
{

         
throw
 
new
 
ParseError
(
"Missing right parenthesis."
);

      
}

      
TextIO
.
getAnyChar
();

      
switch
 
(
op
)
 
{

      
case
 
'+'
:
  
return
 
leftVal
 
+
 
rightVal
;

      
case
 
'-'
:
  
return
 
leftVal
 
-
 
rightVal
;

      
case
 
'*'
:
  
return
 
leftVal
 
*
 
rightVal
;

      
case
 
'/'
:
  
return
 
leftVal
 
/
 
rightVal
;

      
default
:
   
return
 
0
;

      
}

   
}

   
else
 
{

      
throw
 
new
 
ParseError
(
"Encountered unexpected character, \""
 
+

            
TextIO
.
peek
()
 
+
 
"\" in input."
);

   
}

}

```

## پیاده‌سازی در پایتون
گرامر محاسبه‌گر روبرو نیز توسط تجزیه‌کننده کاهشی بازگشتی به زبان پایتون که در ادامه آمده، حل شده‌است.
```
exp 
::
=
 
term 
|
 
exp 
+
 
term 
|
 
exp - term

term 
::=
 
factor 
|
 
factor 
*
 
term 
|
 
factor 
/
 
term

factor 
::=
 
number 
|
 
(
 
exp 
)

```

پیاده‌سازی در پایتون:
```
class
 
Calculator
():

    
def
 
__init__
(
self
,
 
tokens
):

        
self
.
_tokens
 
=
 
tokens

        
self
.
_current
 
=
 
tokens
[
0
]

    
def
 
exp
(
self
):

        
result
 
=
 
self
.
term
()

        
while
 
self
.
_current
 
in
 
(
'+'
,
 
'-'
):

            
if
 
self
.
_current
 
==
 
'+'
:

                
self
.
next
()

                
result
 
+=
 
self
.
term
()

            
if
 
self
.
_current
 
==
 
'-'
:

                
self
.
next
()

                
result
 
-=
 
self
.
term
()

        
return
 
result

    
def
 
factor
(
self
):

        
result
 
=
 
None

        
if
 
self
.
_current
[
0
]
.
isdigit
()
 
or
 
self
.
_current
[
-
1
]
.
isdigit
():

            
result
 
=
 
float
(
self
.
_current
)

            
self
.
next
()

        
elif
 
self
.
_current
 
is
 
'('
:

            
self
.
next
()

            
result
 
=
 
self
.
exp
()

            
self
.
next
()

        
return
 
result

    
def
 
next
(
self
):

        
self
.
_tokens
 
=
 
self
.
_tokens
[
1
:]

        
self
.
_current
 
=
 
self
.
_tokens
[
0
]
 
if
 
len
(
self
.
_tokens
)
>
 
0
 
else
 
None

    
def
 
term
(
self
):

        
result
 
=
 
self
.
factor
()

        
while
 
self
.
_current
 
in
 
(
'*'
,
 
'/'
):

            
if
 
self
.
_current
 
==
 
'*'
:

                
self
.
next
()

                
result
 
*=
 
self
.
term
()

            
if
 
self
.
_current
 
==
 
'/'
:

                
self
.
next
()

                
result
 
/=
 
self
.
term
()

        
return
 
result

if
 
__name__
 
==
 
'__main__'
:

    
while
 
True
:

        
lst
 
=
 
list
(
raw_input
(
'> '
)
.
replace
(
' '
,
 
''
))

        
tokens
 
=
 
[]

        
for
 
i
 
in
 
range
(
len
(
lst
)):

            
if
 
lst
[
i
]
.
isdigit
()
 
and
 
i
>
 
0
 
and
  
(
tokens
[
-
1
]
.
isdigit
()
 
or
 
tokens
[
-
1
][
-
1
]
 
is
 
'.'
):

                
tokens
[
-
1
]
 
+=
 
lst
[
i
]

            
elif
 
lst
[
i
]
 
is
 
'.'
 
and
 
i
>
 
0
 
and
 
tokens
[
-
1
]
.
isdigit
():

                
tokens
[
-
1
]
 
+=
 
lst
[
i
]

            
else
:

                
tokens
.
append
(
lst
[
i
])

        
print
 
Calculator
(
tokens
)
.
exp
()

```